# Ковалёв, Александр Антонович (подполковник)
Александр Антонович Ковалёв (1873—1914) — подполковник, герой Первой мировой войны.

## Биография
Родился 6 июля 1873 года. Начальное образование получил ремесленном училище цесаревича Николая, по окончании которого 16 августа 1893 года был принят в Чугуевское пехотное юнкерское училище.
Выпущен 4 мая 1896 года подпоручиком в 109-й пехотный Волжский полк. Произведённый 4 мая 1900 года в поручики, Ковалёв был переведён на Дальний Восток, где принимал участие в Китайском походе 1900—1901 годов. 4 мая 1904 года произведён в штабс-капитаны.
В рядах 21-го Восточно-Сибирского стрелкового полка Ковалёв в 1904—1905 годах сражался с японцами, за боевые отличия был произведён в капитаны (со старшинством от 7 февраля 1905 года) и получил несколько орденов.
Продолжая службу в 21-м Сибирском стрелковом полку, Ковалёв в нём немногим менее семи лет командовал ротой, в после того как 23 апреля 1911 года получил чин подполковника, возглавил батальон в этом полку.
Находясь на должности батальонного командира Ковалёв встретил начало Первой мировой войны и сражался с немцами в Польше. 20 мая 1915 года он посмертно был награждён орденом св. Георгия 4-й степени
За то, что в бою 10 ноября 1914 г. у д. Боров, командуя батальоном и получив задачу занять рощу, сильно занятую противником, быстро двинулся вперёд и, не открывая огня, ударил в штыки; трофеями было 6 орудий и свыше 700 пленных. Будучи ранен, остался в строю, а на другой день геройски пал на поле сражения.

## Награды
Среди прочих наград Ковалёв имел ордена
- Орден Святой Анны 4-й степени (1902 год)
- Орден Святой Анны 3-й степени с мечами и бантом (1905 год)
- Орден Святого Станислава 2-й степени с мечами (1905 год)
- Орден Святой Анны 2-й степени с мечами (1905 год)
- Орден Святого Владимира 4-й степени с мечами и бантом (23 апреля 1906 года)
- Орден Святого Георгия 4-й степени (20 мая 1915 года)